# 龍刻 RYU-KOKU
『龍刻 RYU-KOKU』（りゅうこく）は、2006年9月21日に日本のコンピュータゲームブランド・KIDより発売されたPlayStation 2用ゲームソフト。2011年10月13日にはサイバーフロントよりPlayStation Portable版が発売された。

## 概要
前世からの記憶ゆえに妖怪との争いに巻き込まれた少年が、やがて自らの意思で守るべきものを見出していくさまを描く伝奇小説的作品。ヒロイン数は5名。
伝奇ものが主題として選ばれたのはそれまでのKID作品にはなかったからであり、「伝奇メモオフ」のイメージで製作された。また、フォグの作品『久遠の絆』の影響も若干ある。
テーマが「和」であることから、音楽には笛や三味線などの和楽器が取り入れられている。動きのあるCGを使用したり、千年前の情景では文章が縦書きになるなど、視覚的な演出も多い。

## あらすじ
水不足が報じられる6月、ツカサは自分を見つめて涙する女性の夢を繰り返し見るようになっていた。そんなさなか彼の前に現れたのは、いとこを自称する美流。それまで逢った覚えはないはずなのに、どこか懐かしく感じる彼女の面影は、夢の中の女性に似ていた。
時を同じくして、ツカサの周囲で奇怪な存在……妖（あやかし）がうごめき始める。立て続けに起こる事件とツカサの夢には、どんな関係があるのだろうか。

## 登場人物

### メインキャラクター
水内 ツカサ（みずうち つかさ）
声 : 高橋直純
誕生日 ： 4月16日。年齢 ： 17歳。血液型 ： A型。
主人公の少年。真面目な熱血漢で、友人のアツシからは「人生の半分を損している」と評される。剣道部所属で、実力はレギュラークラス。
水乃内 美流（みずのうち みる）
声 : 能登麻美子
誕生日 ： 7月16日。年齢 ： 16歳。血液型 ： ?。身長 ： 160cm。
水の力を持つ守護神。ツカサのいとこであり、許婚を自称する少女。彼はまったく身に覚えはないのだが、両親の許しで同居することになり、学校でもクラスメイトとなる。おっとりした世間知らずだったのが、水内家に来てからテレビ視聴とポテトチップに病みつきになる。龍神を操ることができる。一度決めた事は貫き通す頑固な一面もある。正義感と使命感が強く、常にツカサの傍で守護している。
笠木 アイナ（かさぎ あいな）
声 : 新谷良子
誕生日 ： 9月2日。年齢 ： 17歳。血液型 ： AB型。身長 ： 163cm。
火の力を持つ守護神。ツカサの幼馴染で、剣道部のキャプテン。明るく活動的な性格。ツカサとは仲がいいものの、勝気な性格のためにしばしば言い争いになる。髪に付けている紐を外すと、更に強い力を発揮する。
玖印 ともか（くいん ともか）
声 : 稲村優奈
誕生日 ： 7月21日。年齢 ： 15歳。血液型 ： ?。身長 ： 154cm。
木の力を持つ守護神。最近転校してきた後輩の女の子。黒塗りの高級車で出迎えされているため、どこかのお嬢様ではないかと噂されている。冷淡でそっけない態度をとるため友人はいないが、陰で情報を集めて他の守護神達をまとめている。生物部で飼育している動物には優しい表情を見せる。
安部 セツナ（あべ せつな）
声 : 豊口めぐみ
誕生日 ： 3月2日。年齢 ： 24歳。血液型 ： B型。身長 ： 166cm。
金の力を持つ守護神。高校の保健医。ツカサにとってはよき相談相手である。ツカサを護る気はあまりないが、ツカサの傍にいる。行方不明の恋人のことが忘れられず、彼が遺したライターでタバコをくゆらせている。
天咲（あまさき）
声 : 松本彩乃
誕生日 ： ?。年齢 ： (生まれて1年ほど)。血液型 ： ?。身長 ： 140cm。
土の力を持つ守護神。生まれたばかりの妖で、土地神の銀杏に育てられてきた。幼い少女の姿をしているが性格も子供そのもので、お気に入りのツカサにちょっかいをかけてくる。号泣すると地震が起きるので周りの者は常に気を使っている。

### サブキャラクター
覇流（はる）
声 : 松永太樹
美流の知り合いの男で、彼女とツカサを陰から見守っている。常に無愛想で辛辣な態度をとるが、なついてくる天咲には親バカのようになるときも。
狐の面（きつねのめん）
声 : 新谷良子
美流とツカサを敵視し、剣を振るって襲い掛かる仮面の女。しかし妖からツカサを助けるときもあり、その真意はうかがい知れない。
安部 アツシ（あべ あつし）
声 : 根本幸多
ツカサの親友でセツナの弟。オカルト好きで、怪しげなニュースを追いかけている。
内海 タツヒコ（うつみ たつひこ）
声 : 間島淳司
ツカサのクラスに突然担任代理としてやってきた男。剣道部や生物部の顧問も務めており、たびたびツカサに問答じみた言葉を掛けてくる。
銀杏（いちょう）
声 : 洞内愛
神社の御神木である千年銀杏が化身した土地神。地域一帯を慈悲深く守護しているが、そもそも考え方が人間とは異なるので不用意に対応すると思わぬ危険を招くこともある。
久遠 マサキ（くおん まさき）
声 : 丹沢晃之
セツナの恩師にして恋人。6年前に神隠しに遭い、今もって行方不明。

## オマージュ
同社作品である Memories Offシリーズへのオマージュが散見される。例えば…
- アイナ編で、アイナがクレープ屋でメニューを右から左まで全て食べようとするシーンは、Memories Off 2ndにて、寿々奈鷹乃がルサックのメニューを右から左まで全て食べた事に対するオマージュと思われる。そのシーンでは、ツカサが地の文でMemories Off 2ndを「某ギャルゲー」と称してツッコミを入れている。
- 天咲編で、入院している五瀬ナミが【オチバミ】を望むのも、Memories Offの伊吹みなもへのオマージュである。
- 美流編で、皆森高校の校門前で三上智也と今坂唯笑らしきカップルを見掛ける。そのカップルの会話の中に「信くん」という名前が出てきたり、女子生徒の音声の感じを唯笑に似せてあったりしている。
- 逆に、ユア・メモリーズオフでは本条理人が龍刻のソフトを購入している。そのシーンでは有沢りかのが龍刻を「おたくっぽい」と揶揄している。

## スタッフ
- キャラクターデザイン : 輿水隆之
- シナリオ : 健部伸明
- 音楽 : 阿保剛
- プロデューサー : 柴田太郎
- オープニングテーマ : Private place
  - 作詞、作曲 : 志倉千代丸、編曲 : 磯江俊道 / 歌 : 彩音
- エンディングテーマ : 龍刻の彼方へ
  - 作詞、作曲 : 志倉千代丸、編曲 : 川越好博 / 歌 : 彩音

## 関連商品
- 書籍
  - 龍刻 ビジュアルガイドブック（ジャイブ）ISBN 4-86176-234-0

株式会社KIDの倒産に伴い、ジャイブが出版してきたKID作品の関連書籍の流れも本書で途絶えることになった。そのため帯には「KID最後のビジュアル・ガイドブック」に対する異例の（ゲーム内容に直接関係のない）惜別の辞が掲げられている。
- CD
  - 龍刻 RYU-KOKU 〜Original Audio Collection〜 (5pb. / VGCD-0051)
  - 龍刻 RYU-KOKU 〜Original Drama Collection〜 (5pb / VGCD-0052)